# Amalda virginea
Amalda virginea is een slakkensoort uit de familie van de Ancillariidae. De wetenschappelijke naam van de soort is voor het eerst geldig gepubliceerd in 1990 door Ninomiya.